# 3e Compagnie van de Surinaamse Schutterij
De 3e Compagnie van de Surinaamse Schutterij, ook wel Australiëgangers genoemd, was een Surinaamse militaire eenheid van ruim 450 oorlogsvrijwilligers tijdens de Tweede Wereldoorlog in Azië. Ze werden in drie detachementen naar Australië gezonden en ingezet op Nieuw-Guinea en Borneo.

## Vooraf
H. Schulte Nordholt, een militair in dienst van Koninklijk Nederlands-Indisch Leger (KNIL), stelde in september 1940 het idee voor om Nederlandse mannen die in Suriname verbleven naar Engeland uit te zenden. Minister Charles Welter van Koloniën wees dit echter af omdat de militairen niet gemist zouden kunnen worden in Suriname. Ook was er nog een poging om vrijwilligers uit te zenden. Vierhonderd Creolen meldden zich aan, maar een oproep uit Engeland bleef uit.
Medio 1943 was de oorlogsdreiging in de Caraïben weggevallen. Minister Huib van Mook van Koloniën wilde dienstplichtigen uitzenden, maar mocht dit niet vanwege een bepaling in de grondwet. Een Nederlands parlement ontbrak om deze te wijzigen, waarop Mook aan de parlementen van Suriname en de Antillen vroeg om deze beslissing te nemen. De Surinaamse gouverneur Johannes Kielstra had op dat moment echter een conflict met een aantal Statenleden en achtte de kans onmogelijk dat het voorstel aangenomen zou worden. Kielstra vond dat Mook dit dwingend op moest leggen, maar Mook deed dit niet vanwege vermoedelijk grote tegenstand in de Staten van Suriname. Eind 1943 hakte hij de knoop door en besloot om alleen vrijwilligers uit te zenden.

## Werving
De vrijwilligers werden gerekruteerd voor inzet in de bevrijding van Nederlands-Indië dat door Japan werd bezet. De wervingsactie Teken voor Australië leverde zo'n 400 Surinamers op om uitgezonden te worden. Het ging om 140 Javanen, 200 Creolen, 40 Nederlanders en 15 Hindoestanen. Zij werden in februari en juli 1944 in twee detachementen naar Australië gezonden Een derde detachement volgde in 1945. In Australië kwamen ze aan in Brisbane, waar ze in Camp Casino een zware jungletraining kregen.
De Surinamers kwamen onder Australisch commando te staan. Zij voerden patrouilles uit in bevrijde gebieden van Nieuw-Guinea om naar achtergebleven Japanners te zoeken. In mei en juli 1945 maakten zij deel uit van meer dan 50 duizend Australische militairen die de oliecentra Tarakan en Balikpapan in en bij Borneo bevrijdden. Hierbij vielen 450 doden aan Australische en 3600 aan Japans zijde. Onder alle KNIL-troepen vielen zes slachtoffers. Dit lage aantal kwam omdat zij symbolic forces vormden, die de Nederlandse betrokkenheid bij de bevrijding van Nederlands-Indië moesten benadrukken.

## Terugkeer
De terugkeer in Suriname verliep teleurstellend. De soldaten van de schutterij waren een plaats in het leger toegezegd, maar ze kwamen niet door de keuring. Ook vonden ze moeilijk werk en kregen ze hun achterstallige soldij niet betaald. De Bond voor Surinaamse Oorlogsveteranen ijverde jarenlang om dit rechtgezet te krijgen. Het duurde uiteindelijk 66 jaar, tot 2003, totdat de Nederlandse overheid met een financiële vergoeding over de brug kwam.

## Gedenkteken
Ter herinnering aan de inzet van de 3e Compagnie werd in 1948 het monument oorlogsvrijwilligers in Nederlands-Indië onthuld. Het is toegankelijk voor bezoekers en bevindt zich in de Memre Boekoe-kazerne in Paramaribo. Het monument bestaat uit een lichtrode granieten bank met op de voorkant van de rechter armleuning in drie delen onder elkaar: 3e Cie '48.